# Comuna de Pierzchnica
Pierzchnica (polaco: Gmina Pierzchnica) é uma gminy (comuna) na Polónia, na voivodia de Santa Cruz e no condado de Kielecki. A sede do condado é a cidade de Pierzchnica.
De acordo com os censos de 2006, a comuna tem 4778 habitantes, com uma densidade 45,7 hab/km².

## Área
Estende-se por uma área de 104,59 km², incluindo:
- área agricola: 76%
- área florestal: 18%

## Demografia
Dados de 30 de Junho 2004:
|                      | Total   | Total | Mulheres | Mulheres | Homens  | Homens |
| -------------------- | ------- | ----- | -------- | -------- | ------- | ------ |
|                      | pessoas | %     | pessoas  | %        | pessoas | %      |
| População            | 4781    | 100   | 2380     | 49,8     | 2401    | 50,2   |
| Densidade (pop./km²) | 45,7    | 100   | 22,8     | 22,8     | 23      | 23     |

De acordo com dados de 2005, o rendimento médio per capita ascendia a 2140,57 zł.

## Comunas vizinhas
- Chmielnik, Daleszyce, Gnojno, Morawica, Raków, Szydłów